# Ana de la Reguera

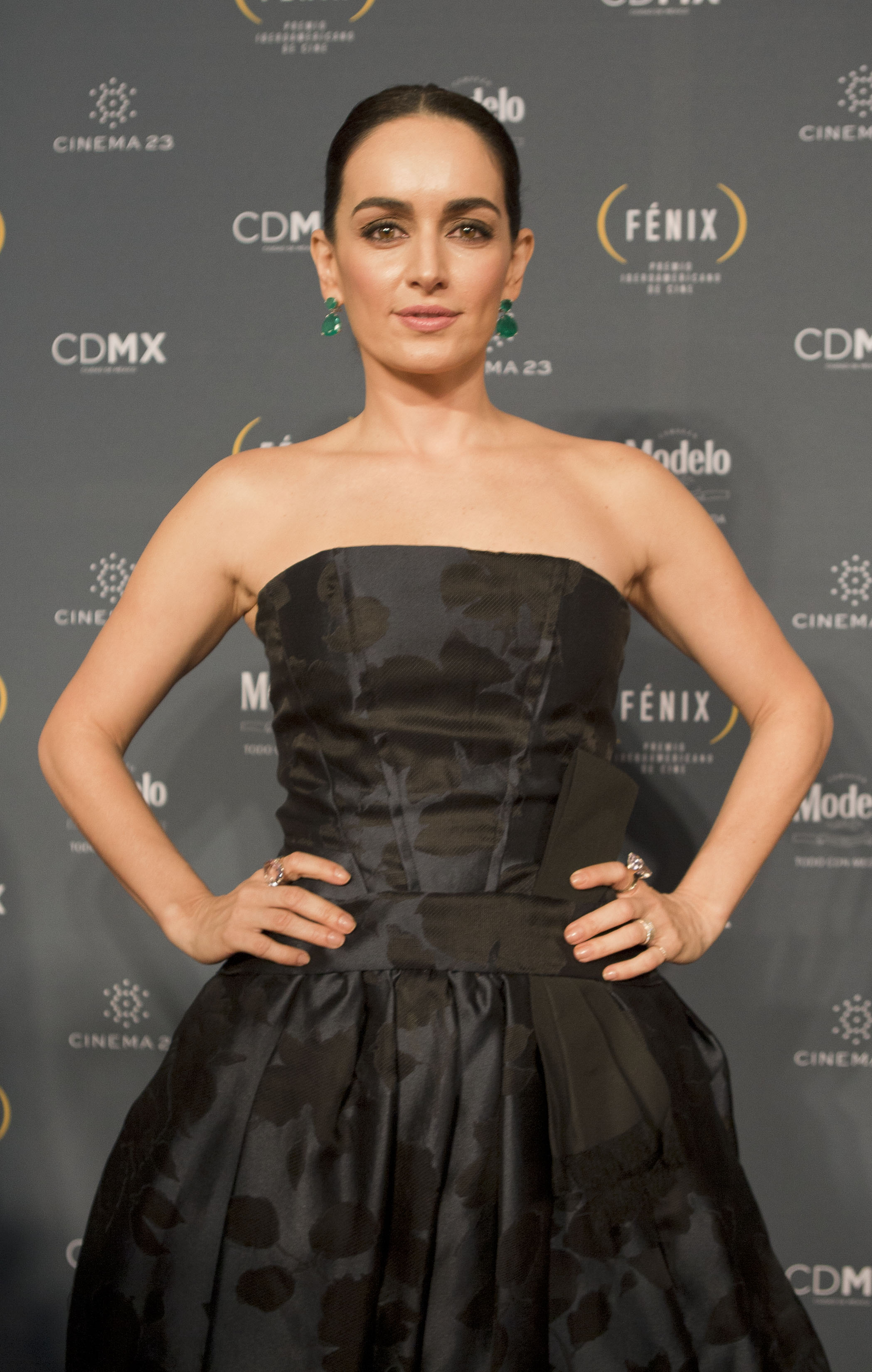
Ana de la Reguera, 2014

Ana de la Reguera (* 8. April 1977 in Veracruz) ist eine mexikanische Schauspielerin.

## Leben
Ihre schauspielerische Karriere begann de la Reguera in Mexiko, sie trat ab 1996 regelmäßig in diversen Fernsehserien auf. Später widmete sie sich ebenfalls Kinoproduktionen, 2000 spielte sie in Por la libre in ihrem ersten Kinofilm mit. Später erhielt sie auch Rollen für international bekannte Filme, wie 2010 für Cop Out – Geladen und entsichert und im folgenden Jahr war sie in der Verfilmung von Cowboys & Aliens zu sehen.

## Filmografie

### Serien
- 1996: Azul
- 1997: Mujer, casos de la vida real
- 1997: Pueblo chico, infierno grande
- 1997: Desencuentro
- 1998: Tentaciones
- 2000: Todo por amor
- 2002: Caro o cruz
- 2002: Por tí
- 2003: Como pedro por su casa
- 2003: Luciana y Nicolás
- 2004: Gitanas
- 2008–2010: Capadocia
- 2010: Royal Pains
- 2011: Eastbound & Down
- 2014: Anger Management
- 2015: The Blacklist
- 2015: Narcos
- 2016: Jane the Virgin
- 2016: From Dusk Till Dawn: The Series
- 2017: Twin Peaks
- 2017–2019: Power
- 2018–2021: Goliath
- 2020–2023: Ana
- 2022: Leopard Skin

### Fernsehfilme
- 2009: Empire State

### Kinofilme
- 2000: Por la libre
- 2002: Un secreto de Esperanza
- 2003: Ladies’ Night
- 2006: El Caco
- 2006: Nacho Libre
- 2006: Así del precipicio
- 2007: Desperados: Ein todsicherer Deal (Sultanes del Sur)
- 2008: Paraíso Travel
- 2009: Das Paradies der Mörder (El traspatio)
- 2010: The Anguish
- 2010: Cop Out – Geladen und entsichert (Cop Out)
- 2010: Hidalgo – La historia jamás contada
- 2010: Di Di Hollywood
- 2011: Cowboys & Aliens
- 2014: Manolo und das Buch des Lebens (The Book of Life, Stimme von Manolos Mutter)
- 2014: Jessabelle – Die Vorhersehung (Jessabelle)
- 2014: The Popcorn Chronicles (El Crimen del Cácaro Gumaro)
- 2015: Sun Belt Express
- 2015: Las Aparicio
- 2017: Du neben mir (Everything, Everything)
- 2018: Collisions
- 2021: Army of the Dead
- 2021: The Forever Purge
- 2021: El rey de todo el mundo
- 2023: ¡Que viva México!

## Auszeichnungen

### Gewonnen
- 2004: MTV Movie Awards als Beliebteste Darstellerin für Ladies’ Night
- 2004: MTV Movie Awards als Attraktivste Darstellerin für Ladies’ Night
- 2010: Imagen Foundation Award als Beste Darstellerin für El traspatio